# Bureau of Alcohol, Tobacco, Firearms and Explosives

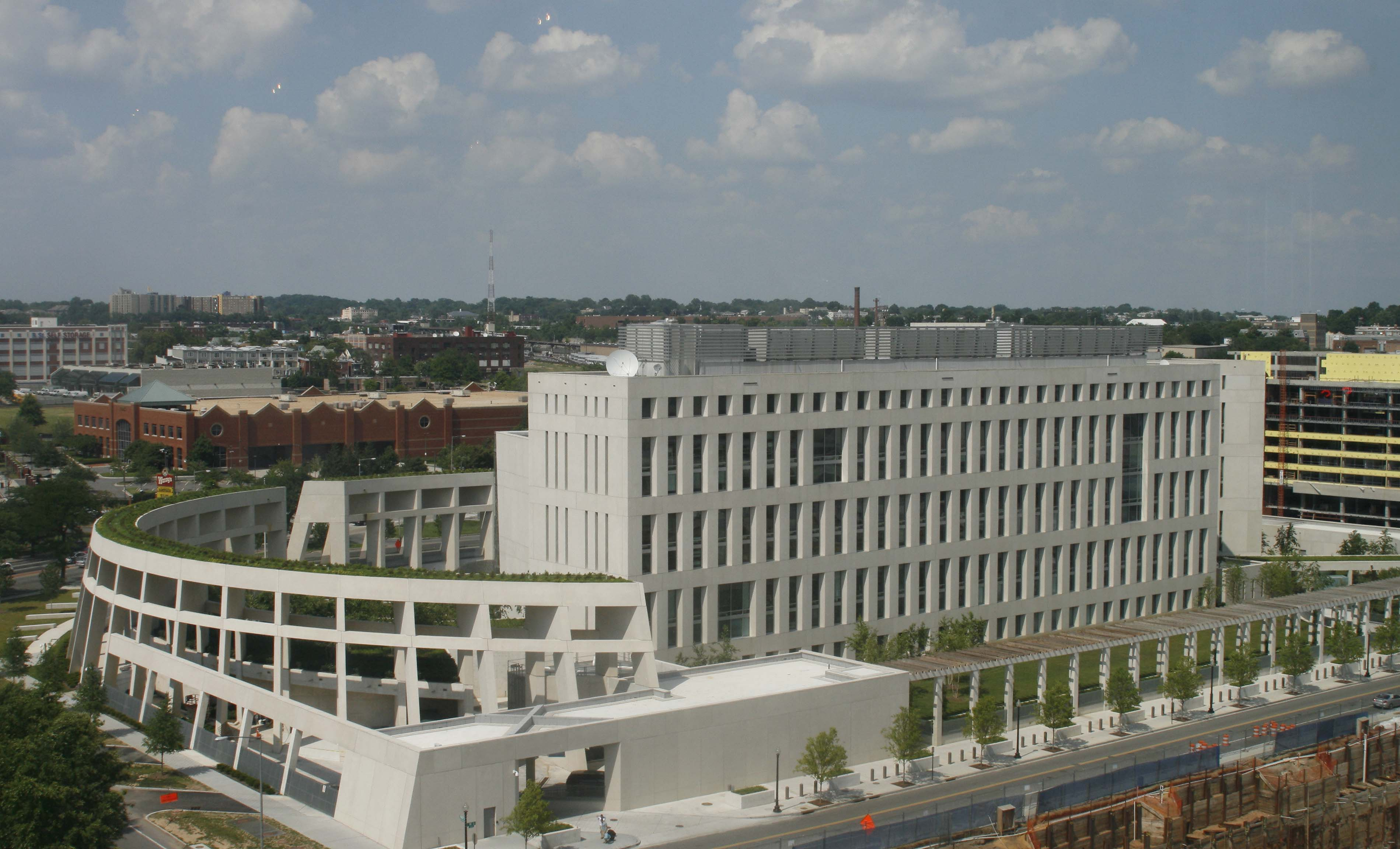
Zentrale des ATF in Washington, D.C.

Das Bureau of Alcohol, Tobacco, Firearms and Explosives (ATF, deutsch Amt für Alkohol, Tabak, Schusswaffen und Sprengstoffe) ist eine dem Justizministerium der Vereinigten Staaten unterstellte Bundespolizeibehörde.

## Aufgaben
Das Bureau of Alcohol, Tobacco, Firearms, and Explosives (ATF) ist eine bundesstaatliche Strafverfolgungsbehörde in den Vereinigten Staaten. Es wurde im Jahr 1972 gegründet und ist Teil des Justizministeriums. Das ATF spielt eine entscheidende Rolle bei der Durchsetzung bundesstaatlicher Gesetze in Bezug auf Schusswaffen, Sprengstoffe, Brandstiftung sowie Alkohol- und Tabakprodukte. Das ATF hat folgende Hauptaufgaben:
1. Regulierung und Durchsetzung von Schusswaffengesetzen: Eine der Hauptaufgaben des ATF besteht darin, bundesstaatliche Gesetze im Zusammenhang mit Schusswaffen zu regulieren und durchzusetzen. Dies umfasst die Durchführung von Hintergrundüberprüfungen beim Kauf von Schusswaffen, die Bekämpfung des illegalen Waffenhandels und die Sicherstellung der Einhaltung bundesstaatlicher Vorschriften durch Waffenhändler und -hersteller. Das ATF verfolgt außerdem die Herkunft von Schusswaffen, die bei Straftaten verwendet wurden, unterstützt andere Strafverfolgungsbehörden und fördert die Waffensicherheit durch Aufklärungsmaßnahmen.
2. Ermittlung von Sprengstoffen und Brandstiftung: Das ATF untersucht und verhindert die illegale Verwendung, Lagerung und den Handel mit Sprengstoffen. Dies beinhaltet die Regulierung der Herstellung, Verteilung und Lagerung von Explosivstoffen sowie die Lizenzierung derjenigen, die in diesen Bereichen tätig sind. Das ATF arbeitet eng mit staatlichen und lokalen Behörden zusammen, um Brandstiftungsfälle zu untersuchen, einschließlich solcher, die Bundesgebäude betreffen, und bietet Fachkenntnisse in den Bereichen Brand- und Explosivstoffuntersuchungen.
3. Durchsetzung von Gesetzen zu Alkohol und Tabak: Das ATF setzt bundesstaatliche Gesetze in Bezug auf die Produktion, den Vertrieb und die Besteuerung von Alkohol- und Tabakprodukten durch. Dies beinhaltet die Regulierung und Lizenzierung von Unternehmen, die in diesen Branchen tätig sind, wie Brauereien, Weingüter, Destillerien und Tabakhersteller. Das ATF untersucht Verstöße wie illegale Produktion, Schmuggel, Steuerhinterziehung und den Verkauf von Alkohol und Tabak an Minderjährige.
4. Regulierung und Einhaltung von Vorschriften der Industrie: Das ATF spielt eine entscheidende Rolle bei der Sicherstellung der Einhaltung bundesstaatlicher Gesetze und Vorschriften durch Einzelpersonen und Unternehmen, die in den Bereichen Schusswaffen, Sprengstoffe, Alkohol und Tabak tätig sind. Dies umfasst Inspektionen.

## Geschichte
Vorgängerbehörde war das Bureau of Alcohol, Tobacco and Firearms (bis März 2003), aus deren im Namen enthaltenen Zuständigkeitsbereichen sich das Kürzel ATF ableitet, also A für Alcohol (dt. „Alkohol“), T für Tobacco (dt. „Tabak“) und F für Firearms (dt. „Feuerwaffen“).
Untersuchungen des ATF und der Versuch einer Durchsuchung wegen illegalen Waffenbesitzes bei der Branch-Davidians-Sekte in Waco, Texas, führte 1993 zu einer 51-tägigen Belagerung, in deren Verlauf vier ATF-Agenten und 82 Davidianer, darunter auch Kinder, starben.
Ende des Jahres 2011 wurde das ATF auf Grund seiner Praktiken bei der Bekämpfung des Drogenkriegs in Mexiko kritisiert. In Presseveröffentlichungen wurde den Beamten vorgeworfen, sie hätten in großem Umfang illegal Waffen an die Drogenkartelle geliefert und sich erhofft, auf diese Weise u. a. den Weg von Maschinengewehren verfolgen zu können. Diese Berichte stellten sich als politisch motivierte falsche Darstellung der Operation Fast and Furious heraus; die berechtigte Tätigkeit des ATF war von der Bundesanwaltschaft massiv behindert worden. Die republikanische Partei im Kongress versuchte, einen Skandal um US-Justizminister Eric Holder zu inszenieren. Nach der Aufdeckung der tatsächlichen Zusammenhänge wurden einige Prozesse im ATF umgestaltet.